# Porter H. Dale

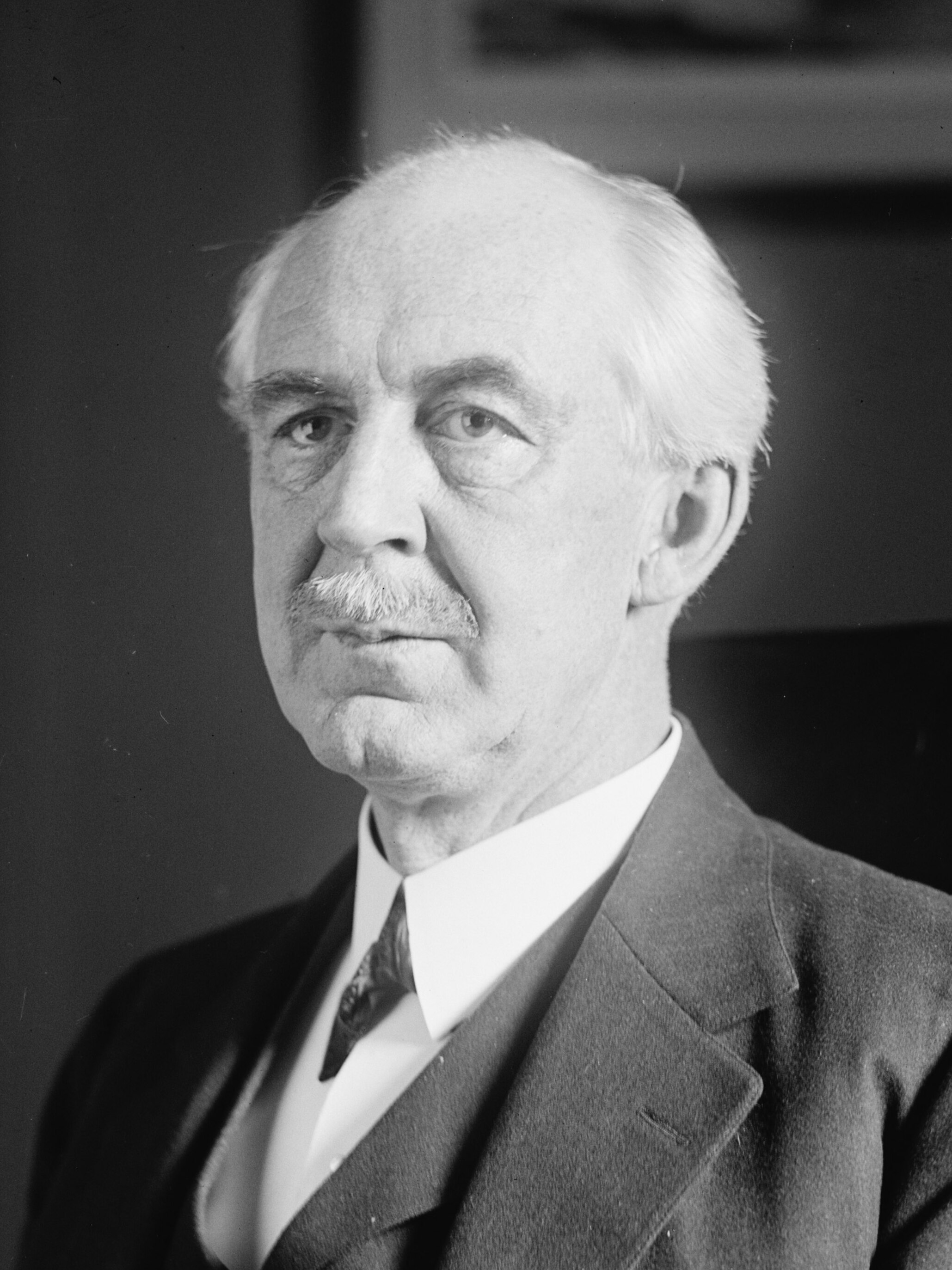
Porter H. Dale (1921)

Porter Hinman Dale (* 1. März 1867 in Island Pond, Vermont; † 6. Oktober 1933 in Westmore, Vermont) war ein US-amerikanischer Politiker (Republikanische Partei), der den Bundesstaat Vermont in beiden Kammern des Kongresses vertrat.

## Frühe Jahre und politischer Aufstieg
Porter Dale besuchte die öffentlichen Schulen seines Heimatortes und setzte seine Ausbildung später auf dem Eastman Business College in Poughkeepsie fort. Danach studierte er in Philadelphia und Boston; zudem wurde er zwei Jahre lang in der Schauspielkunst unterrichtet. Nachdem er in der Folge als Lehrer in Waterbury und Lewiston gearbeitet hatte, studierte Dale schließlich die Rechtswissenschaften und wurde 1896 in die Anwaltskammer aufgenommen, woraufhin er in Island Pond als Jurist zu praktizieren begann.
Zwischen 1897 und 1910 war Dale als stellvertretender Steuereinnehmer von Island Pond tätig. Danach wurde er zum Richter am Stadtgericht von Brighton ernannt. Seine politische Laufbahn begann 1910 mit der Mitgliedschaft im Senat von Vermont, dem er bis 1914 angehörte. Dale diente auch in der Staatsmiliz sowie als Colonel im Stab des Gouverneurs von Vermont. Überdies war er in verschiedenen Wirtschaftsbereichen als Geschäftsmann aktiv.

## Im Kongress
Ab dem 4. März 1915 vertrat Porter Dale den 2. Kongresswahlbezirk von Vermont im Repräsentantenhaus der Vereinigten Staaten. Er wurde mehrfach bestätigt und verblieb bis zum 11. August 1923 in dieser Parlamentskammer, ehe er sein Mandat niederlegte, um für den US-Senat zu kandidieren. Dort galt es die Amtszeit des am 11. Juli desselben Jahres verstorbenen William P. Dillingham zu beenden. Dale entschied die Nachwahl für sich und zog am 6. November 1923 in den Senat ein. Dillinghams ursprüngliche Amtsperiode endete am 3. März 1927; jedoch glückte Dale nicht nur 1926, sondern auch 1932 die Bestätigung durch die Wähler.
Kurz nach Beginn seiner dritten eigenen Amtszeit verstarb Porter Dale jedoch in seinem Sommerurlaubsort Westmore. Während seiner Zeit im Senat war er unter anderem Vorsitzender des Committee on Civil Service gewesen. Er wurde in seinem Heimatort Island Pond beigesetzt.